# Halmaheralederkop
De halmaheralederkop (Melitograis gilolensis) is een vogel uit de familie van de honingeters. Deze soort lederkop is in de jaren 1990 afgesplitst van het geslacht Philemon waartoe alle overige lederkoppen behoren. Het is nu de enige soort uit het geslacht Melitograis. De vogel werd beschreven door Karel Lucien Bonaparte (een neef van Napoleon Bonaparte).

## Verspreiding en leefgebied
Het is een endemische vogelsoort uit het noorden van de eilandengroep Molukken in (Indonesië). Het leefgebied van deze honingeter is tropisch bos in laagland, mangrove maar ook op berghellingen. 

## Status
De grootte van de populatie is niet gekwantificeerd maar de soort wordt omschreven als vrij algemeen. Op de Rode lijst van de IUCN heeft deze soort de status niet bedreigd.